# Амбалаві
Амбала́ві (індонез. Ambalawi) — один з 18 районів округу Біма провінції Західна Південно-Східна Нуса у складі Індонезії. Розташований у північній частині. Адміністративний центр — село Ніпа.
Населення — 18461 особа (2013; 18370 в 2012, 18172 в 2010).

## Адміністративний поділ
До складу району входять 6 сіл:
| Населений пункт | Населення, осіб (2010) |
| --------------- | ---------------------- |
| Коле, село      | 1735                   |
| Маву, село      | 2664                   |
| Ніпа, село      | 5494                   |
| Талапіті, село  | 2143                   |
| Толовата, село  | 2669                   |
| Ріте, село      | 3467                   |